# Paddøy
Paddøy ou Paddøyna est une île dans le landskap Sunnhordland du comté de Vestland. Elle appartient administrativement à Lindås.

## Géographie
Rocheuse et couverte d'arbres, elle s'étend sur environ 5,598 km de longueur pour une largeur approximative de 1,227 m.